# Proceso articular

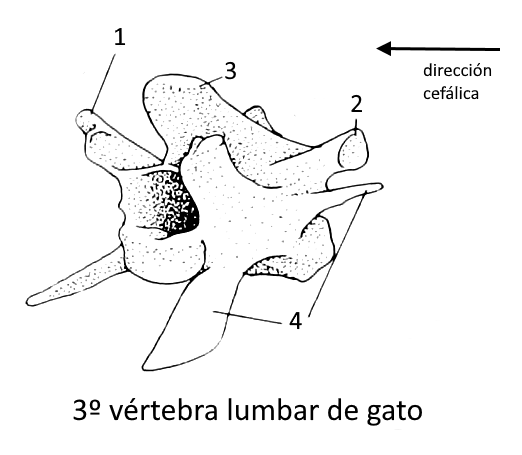
Vista lateral de 3º vértebra lumbar de gato (Felis silvestris catus). Referencias: 1: precigapófisis, 2: postcigapófisis, 3: espina neural; 4: proceso transverso.

El proceso articular o cigapófisis ( en griego: ζυγόν, romanizado: zugón, lit. 'yugo' </link> + apófisis), también conocido como zigapófisis, de una vértebra es una proyección de la misma que encaja o articula con una vértebra adyacente. La región real de contacto se llama carilla o faceta articular . 
Los procesos articulares surgen de las uniones de los pedículos y las láminas. Son pares (derecho e izquierdo), y en cada uno se reconocen los procesos superior e inferior. Sobresalen a partir de uno de los extremos de cada vértebra para articular estrechamente con la cigapófisis de la siguiente vértebra, para hacer que la columna vertebral sea más estable. Estos accidentes anatómicos son característicos de los vertebrados tetrápodos.
- Los procesos superiores o precigapófisis se proyectan en dirección cefálica, y sus superficies articulares se dirigen más o menos hacia atrás (plano coronal oblicuo) en el caso de la anatomía humana. En el caso de otros tetrápodos las carillas articulares se orientan dorsalmente.
- Los procesos inferiores o postcigapófisis se proyectan en dirección caudal, y sus superficies articulares se dirigen más o menos hacia adelante y hacia afuera en el caso de la anatomía humana. En el caso de otros tetrápodos, las carillas articulares se oriental ventralmente.

Las superficies articulares están recubiertas por cartílago hialino .
En la región cervical de la columna vertebral, los procesos articulares forman colectivamente los pilares articulares . Éstas superficies óseas pueden ser palpadas en posición lateral a los procesos espinosos.

## Imágenes adicionales

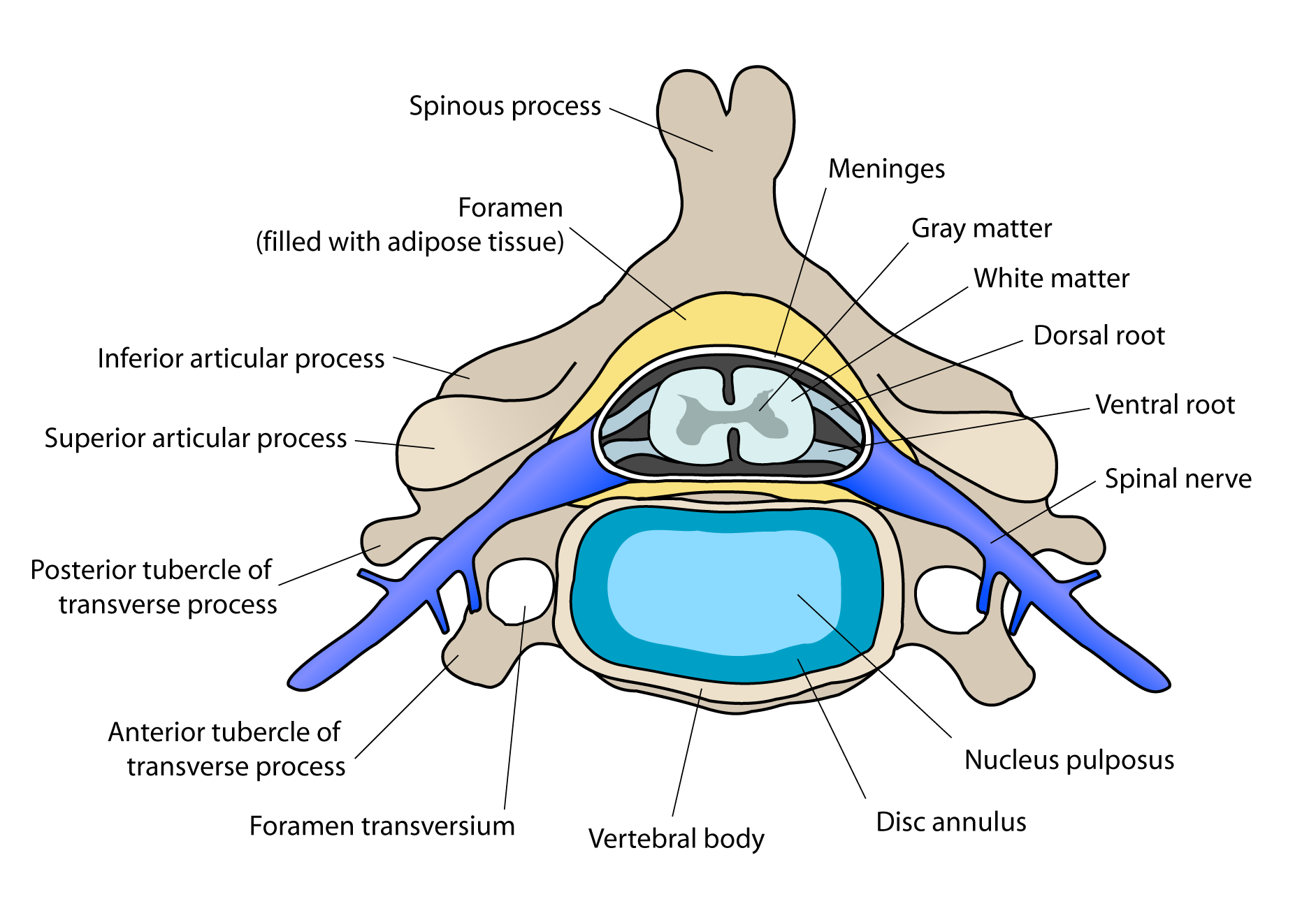
Vértebra cervical humana
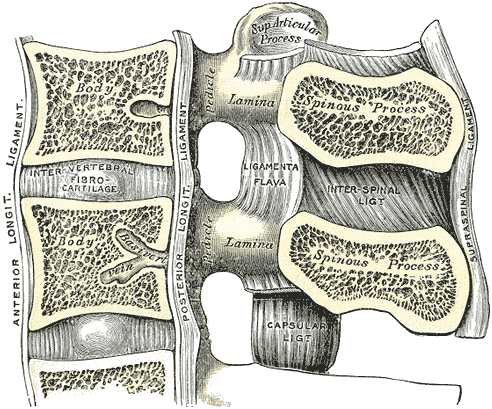
Sección sagital media de dos vértebras lumbares humanas y sus ligamentos.